# Арензвілл (Іллінойс)
Арензвілл (англ. Arenzville) — селище (англ. village) в США, в окрузі Кесс штату Іллінойс. Населення — 367 осіб (2020).

## Географія
Арензвілл розташований за координатами 39°52′49″ пн. ш. 90°22′14″ зх. д. / 39.88028° пн. ш. 90.37056° зх. д. (39.880400, -90.370556).  За даними Бюро перепису населення США в 2010 році селище мало площу 2,02 км², уся площа — суходіл.

## Демографія
Згідно з переписом 2010 року, у селищі мешкало 409 осіб у 168 домогосподарствах у складі 117 родин. Густота населення становила 202 особи/км².  Було 180 помешкань (89/км²).
Расовий склад населення:
| - 96,8 % — білих - 0,2 % — корінних американців - 2,2 % — осіб інших рас |

До двох чи більше рас належало 0,7 %. Частка іспаномовних становила 2,7 % від усіх жителів.
За віковим діапазоном населення розподілялося таким чином: 24,9 % — особи молодші 18 років, 55,1 % — особи у віці 18—64 років, 20,0 % — особи у віці 65 років та старші. Медіана віку мешканця становила 39,7 року. На 100 осіб жіночої статі у селищі припадало 99,5 чоловіків;  на 100 жінок у віці від 18 років та старших — 88,3 чоловіків також старших 18 років.
Середній дохід на одне домашнє господарство  становив 62 060 доларів США (медіана — 59 500), а середній дохід на одну сім'ю — 75 514 долари (медіана — 69 063). Медіана доходів становила 50 313 долари для чоловіків та 31 563 долари для жінок. За межею бідності перебувало 13,5 % осіб, у тому числі 31,0 % дітей у віці до 18 років та 5,5 % осіб у віці 65 років та старших.
Цивільне працевлаштоване населення становило 177 осіб. Основні галузі зайнятості: освіта, охорона здоров'я та соціальна допомога — 20,9 %, фінанси, страхування та нерухомість — 15,8 %, будівництво — 11,3 %, виробництво — 10,7 %.